# Méthode de Galerkine discontinue
Les méthodes de Galerkine discontinues (méthodes GD en abrégé) sont une classe de méthodes numériques de résolution des équations aux dérivées partielles, nommées en référence au mathématicien Boris Galerkine. Elle réunit des propriétés de la méthode des éléments finis (approximation polynomiale de la solution par cellule) et de la méthode des volumes finis (définition locale de l'approximation et calcul des flux aux interfaces des cellules du maillage). Cette définition lui permet d'être appliquée à des systèmes d'équations hyperboliques, elliptiques et paraboliques, plus particulièrement aux problèmes dont le terme de premier ordre est dominant (équations de transport, électrodynamique, mécanique des fluides et physique des plasmas).
Un des apports de la méthode de Galerkine discontinue est de ne pas imposer la continuité de la solution numérique à l'interface entre un élément et son voisin. Cette caractéristique permet un découplage des éléments : « on raisonne localement », en se préoccupant moins des éléments voisins. Ceci permet de paralléliser le calcul et de réduire ainsi le temps de traitement, mais aussi de mieux approcher des solutions ayant de forts gradients, voire discontinues.

## Premières études
Les méthodes de Galerkine discontinues ont été développées dans les années 1970 pour résoudre des équations aux dérivées partielles. En 1973, Reed et Hill ont utilisé une méthode GD pour résoudre les équations de transport du neutron (système hyperbolique). Toutefois, l'application aux systèmes elliptiques a été étudiée par de nombreuses personnes à la même époque, dont Ivo Babuška, Jacques-Louis Lions et J.A. Nitsche, ainsi que Baker, qui l'appliqua à des systèmes du 4e ordre en 1977. Par la suite, l'étude et le développement des méthodes GD pour les systèmes elliptiques a été donnée par Arnold, Brezzi, Cockburn et Marini. De façon plus générale, Cockburn, Karniadakis et Shu ont présenté dans leurs notes plusieurs possibilités d'investigation et de développement des méthodes GD.

## Présentation de la méthode
Les méthodes GD, comme toutes les méthodes de résolution numérique, cherchent à résoudre de manière discrète la solution d'une équation aux dérivées partielles dont on cherche une solution approchée sur un domaine. On ajoute à l'équation des conditions aux bords permettant d'assurer l'existence et unicité d'une solution, ainsi que des conditions initiales dans le cas d'une étude d'évolution temporelle (conformément au théorème de Cauchy-Lipschitz).
De même que pour la méthode des éléments finis, la discrétisation du domaine passe par une redéfinition et une approximation de la géométrie, on considère donc le problème posé sur la géométrie approchée par un domaine polygonal ou polyédrique par morceaux. Une fois la géométrie approchée, il faut choisir un espace d'approximation de la solution du problème, espace défini à l'aide du maillage du domaine. Ces fonctions de base sont souvent choisies de façon à être interpolantes, c'est-à-dire que les valeurs nodales sont les valeurs des grandeurs inconnues aux nœuds, mais on n'impose pas de raccord continu sur la frontières entre deux cellules ; le support des fonctions de base est restreint au seul élément sur lequel la fonction est définie.
La solution trouvée, il reste cependant à déterminer les caractéristiques de la méthode ainsi développée, notamment l'unicité de l'éventuelle solution ou encore la stabilité numérique du schéma de résolution.